# Парос (округ)
Округ Парос (грч.  - periferiakí enótita Parou) је округ у периферији Јужни Егеј у средишњој Грчкој. Управно средиште округа је градић Парикија на острву Парос, које је средишње у округу. Округ обухвата већа острва Парос и Антипарос и неколико мањих острва и хриди, сва у области средишњих Киклада.
Округ Парос је успостављен 2011. године на поделом некадашње префектуре Киклади на 8 округа.

## Природне одлике
Округ Парос је острвски округ у средишњем делу Грчке, који обухвата два већа острва Парос и Антипарос и бројна мања острва и хриди, сва у средишњем делу Егејског мора. Дата острва су удаљенија од копна.
Острва су махом планинска, са мало воде, па имају мало растиња, док су већином под голетима. Омања равница постоји на западу Пароса и она је плодна и густо насељена. Парос је познат по вађењу првокласног мермера.
Клима у округу је средоземна.

## Историја
Погледати: Парос

## Становништво
По последњим проценама из 2001. године округ Парос је имао близу 14.000 становника, од чега око 1/3 живи у седишту округа, граду Парикији.
Етнички састав: Главно становништво округа су Грци, а званично признатих историјских мањина нема.
Густина насељености је близу 60 ст./км², што је осетно мање од просека Грчке (око 80 ст./км²), али је то већа густина него на већини острва Киклада.

## Управна подела и насеља
Округ Парос се дели на 2 општине (број је ознака општине на карти):
1. Антипарос - 5
2. Парос - 14

Град Парикија је највеће насеље и седиште округа, али није велико насеље.

## Привреда
Становништво округа Парос је традиционално било окренуто поморству и средоземној пољопривреди (агруми, маслине), као и вађењу чувеног пароског мермера. Иако су дате делатности и данас развијене, оне су у сенци туризма. Током протеклих деценија округ је постао туристичко одредиште у Грчкој.